# Basis (Modul)
Der Begriff der Basis eines Moduls ist im mathematischen Teilgebiet der Algebra eine Verallgemeinerung des Begriffes der Basis eines Vektorraumes. Wie bei diesen wird eine Basis eines Moduls als linear unabhängiges Erzeugendensystem definiert; im Gegensatz zu Vektorräumen besitzt allerdings nicht jeder Modul eine Basis.

## Definition
Ein System von Elementen {\displaystyle \{x_{i}\mid i\in I\}} eines Moduls {\displaystyle M} über einem Ring {\displaystyle R} mit Einselement definiert eine Abbildung
{\displaystyle \xi \colon R^{(I)}\longrightarrow M}
von der direkten Summe von Kopien von {\displaystyle R} nach {\displaystyle M}, die von den Abbildungen
{\displaystyle R\to M,\quad 1\mapsto x_{i}}
induziert wird.
- Ist {\displaystyle \xi } injektiv, so heißt {\displaystyle \{x_{i}\mid i\in I\}} linear unabhängig.
- Ist {\displaystyle \xi } surjektiv, so heißt {\displaystyle \{x_{i}\mid i\in I\}} ein Erzeugendensystem.
- Ist {\displaystyle \xi } bijektiv, so heißt {\displaystyle \{x_{i}\mid i\in I\}} eine Basis von {\displaystyle M}.

Eine Basis ist also ein linear unabhängiges Erzeugendensystem.

## Eigenschaften
Die lineare Unabhängigkeit von {\displaystyle \{x_{i}\mid i\in I\}} ist äquivalent dazu, dass sich die 0 nur als die triviale Linearkombination darstellen lässt:
{\displaystyle \sum a_{i}x_{i}=0\quad \Longrightarrow \quad a_{i}=0\ \mathrm {f{\ddot {u}}r\ alle} \ i\in I.}
Ist eine Menge linear abhängig, so folgt daraus – im Gegensatz zum Fall von Vektorräumen – im Allgemeinen nicht, dass sich eines der Elemente als Linearkombination der anderen darstellen lässt. Das hat die folgenden Konsequenzen:
- Eine linear unabhängige Teilmenge lässt sich im Allgemeinen nicht zu einer Basis ergänzen.
- Eine maximal linear unabhängige Teilmenge ist im Allgemeinen keine Basis.
- Ein minimales Erzeugendensystem ist im Allgemeinen keine Basis.

Als Beispiele betrachte man den {\displaystyle \mathbb {Z} }-Modul {\displaystyle \mathbb {Z} }: Das System {\displaystyle \{2\}} ist maximal linear unabhängig, das System {\displaystyle \{2,3\}} ist ein minimales Erzeugendensystem, keines der beiden ist eine Basis.
Ein Modul über einem Ring mit Einselement besitzt genau dann eine Basis, wenn er frei ist. Der Begriff freier Modul ist eine Verallgemeinerung der Basisexistenz auf Moduln, deren Grundring nicht notwendig ein Einselement hat.
Über Hauptidealringen ist jeder Untermodul eines freien Moduls wieder frei.

### Gitter in ℝ^{n} als ℤ-Modul

Gitter mit Basisvektoren und

## Induktive Berechnung einer Basis
Ist {\displaystyle M} ein freier Modul über einem Hauptidealring {\displaystyle R} und {\displaystyle N} ein Untermodul von {\displaystyle M}, dann kann eine Basis von {\displaystyle N} induktiv berechnet werden:
Sei {\displaystyle \{m_{1},\dotsc ,m_{n}\}} eine Basis von {\displaystyle M}, betrachte {\displaystyle N_{i}=N\cap \langle m_{1},\dotsc ,m_{i}\rangle }. 
Das Ideal 
{\displaystyle \{r\in R:\exists m\in N_{i+1}{\text{ mit }}m=m'+r\cdot m_{i+1}{\text{ und }}m'\in \langle m_{1},\dotsc ,m_{i}\rangle \}} 
werde von dem Ringelement {\displaystyle a_{i+1}} erzeugt und es sei 
{\displaystyle n_{i+1}=m'+a_{i+1}\cdot m_{i+1}\in N_{i+1}{\text{ mit }}m'\in \langle m_{1},\dotsc ,m_{i}\rangle }, 
dann gilt {\displaystyle N_{i+1}=N_{i}\oplus R\cdot n_{i+1}}.

### Beispiel
Sei {\displaystyle M=\mathbb {Z} ^{3}=\langle (1,0,0),(0,1,0),(0,0,1)\rangle } ein {\displaystyle \mathbb {Z} }-Modul und der Untermodul definiert durch {\displaystyle N:=\{z\in \mathbb {Z} ^{3}:2z_{1}+3z_{2}+4z_{3}=0\land 5{\text{ teilt }}z_{2}\}}. 
Eine Basis von {\displaystyle N} kann nun wie folgt berechnet werden:
{\displaystyle N_{1}=N\cap \langle (1,0,0)\rangle =\{z\in \mathbb {Z} ^{3}:2z_{1}=0\}=\{(0,0,0)\}}
{\displaystyle N_{2}=N\cap \langle (1,0,0),(0,1,0)\rangle =\{z\in \mathbb {Z} ^{3}:2z_{1}+3z_{2}=0\land 5\vert z_{2}\}}
Wir suchen nun das kleinste positive {\displaystyle z_{2}}, welches obige Gleichung erfüllt.
{\displaystyle \Rightarrow N_{2}=\langle (-15,10,0)\rangle }
{\displaystyle N_{3}=N\cap \langle (1,0,0),(0,1,0),(0,0,1)\rangle =N}
Wir suchen das kleinste positive {\displaystyle z_{3}}, welches die Gleichung erfüllt.
{\displaystyle \Rightarrow N_{3}=N_{2}\oplus \langle (-2,0,1)\rangle }
Wir haben eine Basis {\displaystyle N=\langle (-15,10,0),(-2,0,1)\rangle } gefunden.

## Beispiele

### ℤ als ℤ-Modul
Es sei {\displaystyle M=\mathbb {Z} } die abelsche Gruppe der ganzen Zahlen als Modul über dem Ring der ganzen Zahlen. Dann ist
- {\displaystyle \{2\}} eine maximale linear unabhängige Teilmenge, aber kein Erzeugendensystem.
- {\displaystyle \{2,3\}} ein minimales Erzeugendensystem, aber nicht linear unabhängig.

Die einzigen Basen von {\displaystyle M} sind {\displaystyle \{1\}} und {\displaystyle \{-1\}}.

### Gitter in ℝnals ℤ-Modul
Es seien {\displaystyle b_{1},b_{2},\ldots ,b_{m}} linear unabhängige Vektoren des euklidischen Vektorraums {\displaystyle \mathbb {R} ^{n}}. Dann nennt man den {\displaystyle \mathbb {Z} }-Modul
{\displaystyle \Gamma :=\langle b_{1},\dots ,b_{m}\rangle _{\mathbb {Z} }:=\left\{\left.\textstyle \sum \limits _{i=1}^{m}g_{i}b_{i}\ \right|\,g_{i}\in \mathbb {Z} \right\}}
ein Gitter mit Basis {\displaystyle \{b_{1},b_{2},\ldots ,b_{m}\}} vom Rang {\displaystyle m}. 
Gitter in {\displaystyle \mathbb {C} =\mathbb {R} ^{2}} spielen eine zentrale Rolle in der Theorie der elliptischen Funktionen und elliptischen Kurven, Gitter in {\displaystyle \mathbb {C} ^{g}=\mathbb {R} ^{2g}} stehen in Beziehung zu komplexen Tori und abelschen Varietäten.